# Бой при Рюльцхайме
Бой при Рюльцхайме (нем. Rülzheim) — один из боёв на Рейнском ТВД в эпоху Революционных войн между французскими республиканскими войсками и армий Первой коалиции. 
В мае 1793 года командующий французской Рейнской армией генерал Адам Кюстин планировал окружить, прижать к Рейну и разбить отряд австрийских войск численностью от семи до восьми тысяч человек, расположившихся лагерем между Херксхаймом и Рейнцаберном. Он считал, что будет легко справиться с этим отрядом, выдвинувшимся далеко на юг от основных австрийских сил.
Генерал Ландремон во главе авангарда, представлявшего левую, самую северную колонну, должен был обойти через Книттельсхайм и Бельхайм правый фланг противника и отрезать его от главных сил. Содействовать ему должен был французский гарнизон крепости Ландау, который должен был занять некоторые пункты на крайнем левом французском фланге.
Генерал Феррье должен был выйти из лагеря в Лаутербурге и атаковать мост в Рейнцаберне, обрушив левый фланг противника. Генерал Шамбарлак с гарнизоном в Форт-Луи должен был наблюдать за противником на правом берегу Рейна и в случае неудачи поддержать отступление французского правого фланга.
Основные силы должны были наступать на Херксхайм. Эти различные маневры требовали совершенного сочетания действий, но изначально всё пошло не так из-за неопытности штаба.
Войска авангарда и основных сил (двадцать шесть пехотных батальонов, три кавалерийских полка, три драгунских полка и два конно-егерских полка) начали выступать одновременно 16 мая в восемь часов вечера и все должны были следовать через Штейнфельд, на узких улочках которого произошло столпотворение; затем колонны сбились с маршрута, и только через пять часов основные силы Кюстина заняли Херксхайм.
Австрийский отряд, стоявший в Рейнцаберне и встревоженный выстрелами артиллерии противника на своём правом фланге, оставил село, чтобы не быть окружённым и, пройдя через Рюльцхайм, кавалерийским ударом на Херксхайм опрокинул вышедшую из него французскую кавалерию, которая бежала и смяла свою пехоту. Французские пехотинцы в возникшей неразберихе обстреляли свою конницу, а затем также бежали.
Двинувшись на север, австрийцы отбросили авангард Ландремона, блокировавший им путь у Бельхайма, и прорвались к своим основным силам.
Генерал Феррье, войска которого должны были наступать с юга, промедлил, чтобы атаковать австрийские посты, разбросанные в лесу Биенвальд, и остановился на правом берегу Клингбаха, у входа в лес у Херксхайма. Он занял оборонительную позицию и не стал угрожать Рейнцаберну.
Кюстин, когда увидел неуспех центра и правого фланга, был расстроен этим и отвел свою армию в тыл Лаутера. Французский план на окружение провалился.